# Риччоли, Джованни Баттиста
Джованни Баттиста Риччоли (итал. Giovanni Battista Riccioli; 17 апреля 1598, Феррара — 25 июня 1671, Болонья) — итальянский астроном и теолог, автор труда «Новый Альмагест» (Almagestum Novum) — свода астрономических знаний своего времени. Вместе с Франческо Гримальди составил карту Луны и ввёл в практику обозначение лунных кратеров именами учёных.

## Биография
В 1614 году Риччоли вступил в орден иезуитов, изучал риторику, философию и теологию в Парме и Болонье. В это время он занялся астрономией и в 1651 году опубликовал обширный труд «Новый Альмагест», в котором составил каталог звезд, описал пятна на Солнце и движение двойных звезд, вычислил радиус Земли и отношение воды и суши на её поверхности.
Как иезуит, Риччоли был обязан поддерживать церковное учение о неподвижности Земли. Тем не менее он допускал существование теории Коперника (гелиоцентризма) как научного упражнения и привёл подробное обсуждение аргументов за и против него; сам он поддерживал систему Тихо Браге (гео-гелиоцентризм).

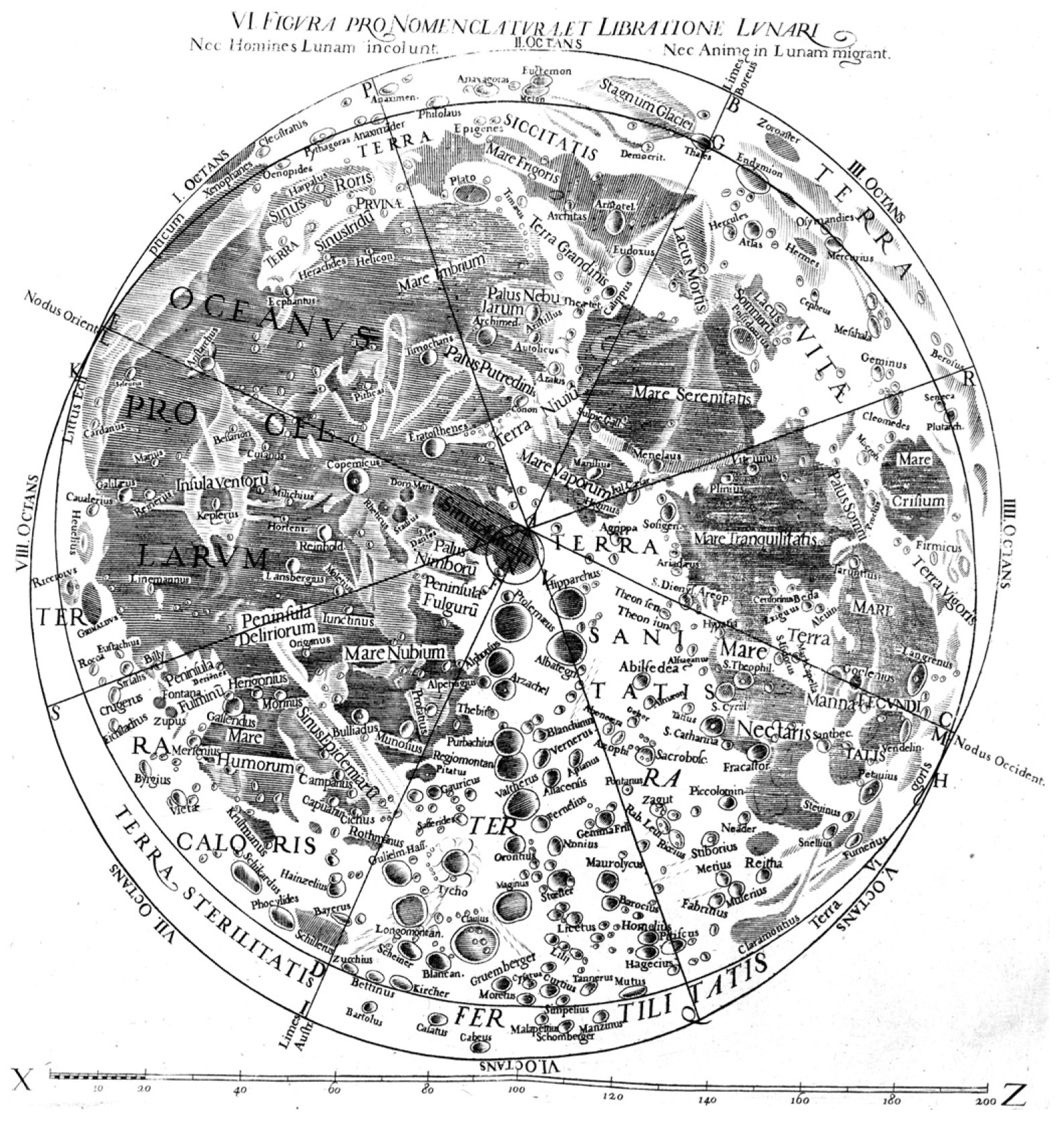
Карта Луны из работы Риччоли (1651), где были введены многие названия деталей поверхности, сохранившиеся до наших дней

Совместно с Гримальди Риччоли изучал Луну и в 1651 году составил одни из первых лунных карт; многие имена лунных морей и кратеров (в том числе кратер Коперник) с этих карт используются по сей день. Имена Коперника и других сторонников подвижности Земли Риччоли присвоил кратерам, расположенным в Океане Бурь, — подобно островам, «плавающим в бурном океане». Имя Тихо Браге досталось кратеру с яркой лучевой системой, подобной «свету истинного знания», исходящему от этого астронома. По мнению селенолога Юэна Уитакера, Риччоли, назвав одни из самых заметных лунных кратеров именами гелиоцентристов Аристарха, Коперника и Кеплера, выразил свою тайную солидарность с ними.

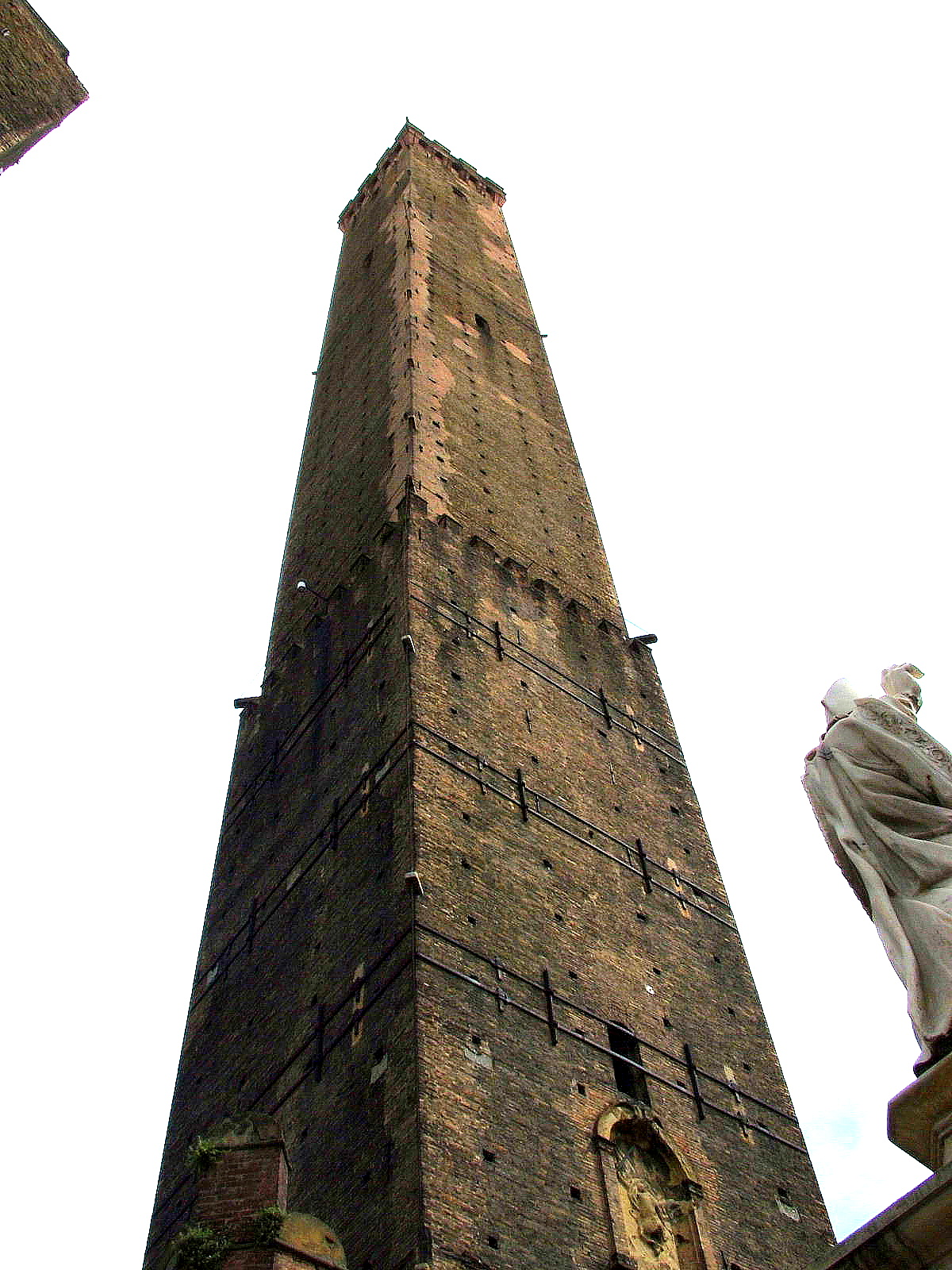
Башня Азинелли в Болонье — место экспериментов Риччоли

В своем трактате, названном в честь классического труда по астрономии Клавдия Птолемея «Альмагест» — «Новый Альмагест», Риччоли обсудил работы Галилея и экспериментально проверил некоторые его выводы. С этой целью астроном разработал методику использования маятника в качестве инструмента для измерения времени, в том числе показал, что только малые колебания являются изохронными. Используя этот инструментарий, Риччоли провел опыты с падающими телами, которые отпускали с разных уровней высоты; местом проведения этих опытов была башня Азинелли в Болонье. Оказалось, что в полном соответствии с идеями Галилея расстояние, проходимое падающим телом, пропорционально квадрату времени. Другими словами, скорость тела линейным образом зависит от времени, тогда как сам Риччоли думал, что эта зависимость должна быть экспоненциальной. Хотя сам учёный не вычислял ускорение свободного падения, из его данных можно получить оценку {\displaystyle g\approx 29,8\pm 0,7} римских футов/с2 {\displaystyle \approx 9,36\pm 0,22} м/с2, что близко к принятому в наше время значению. Кроме того, в своем труде Риччоли описал другие эксперименты с падающими телами различного веса и размера с целью определения эффектов сопротивления воздуха.
Риччоли дал, вероятно, самое раннее описание эффекта Кориолиса, использовав его в качестве одного из аргументов против гелиоцентризма. Учёный показал, что вращение Земли должно создавать этот эффект, однако поскольку последний не наблюдается, это должно служить доказательством неподвижности Земли.
Риччоли также внес вклад в географию, составив таблицы широт и долгот для многих пунктов земного шара.

## Память
Имя Риччоли носит кратер на видимой стороне Луны.

## Сочинения
- Riccioli G. B. Geographicae crucis fabrica et usus ad repraesentandam ... omnem dierum noctiumque ortuum solis et occasum. — 1643.
- Riccioli G. B. Almagestum novum astronomiam veterem novamque complectens observationibus aliorum et propriis novisque theorematibus, problematibus ac tabulis promotam. — Bologna, 1651. Английский перевод некоторых отрывков:
  - Graney C. M. Further Argument Against the Motion of the Earth, Based on Telescopic Observations of the Stars: An English Rendition of Chapter 30, Book 9, Section 4, Pages 460-463 of the Almagestum Novum Volume II of G. B. Riccioli // arxiv.org. — 2010.
  - Graney C. M. Giovanni Battista Riccioli's Seventy-Seven Arguments Against the Motion of the Earth: An English Rendition of Almagestum Novum Part II, Book 9, Section 4, Chapter 34, Pages 472-7 // arxiv.org. — 2010.
  - Graney C. M. The Coriolis Effect Apparently Described in Giovanni Battista Riccioli's Arguments Against the Motion of the Earth: An English Rendition of Almagestum Novum Part II, Book 9, Section 4, Chapter 21, Pages 425, 426-7 // arxiv.org. — 2010.
  - Graney C. M. 126 Arguments Concerning the Motion of the Earth, as presented by Giovanni Battista Riccioli in his 1651 Almagestum Novum // arxiv.org. — 2011.
  - Graney C. M. Doubting, Testing, and Confirming Galileo: A translation of Giovanni Battista Riccioli's experiments regarding the motion of a falling body, as reported in his 1651 Almagestum Novum // arxiv.org. — 2012.
  - Graney C. M. Beyond Galileo: A translation of Giovanni Battista Riccioli's experiments regarding falling bodies and "air drag", as reported in his 1651 Almagestum Novum // arxiv.org. — 2012.
- Riccioli G. B. Prosodia Bonnoniensis reformata… — Bologna, 1655.
- Riccioli G. B. Geographiæ et hydrographiæ reformatæ libri duodecim. — 1661.
- Riccioli G. B. Astronomia reformata. — 1665.
- Riccioli G. B. Vindiciae calendarii Gregoriani adversus Franciscum Leveram. — 1666.
- Riccioli G. B. Evangelium unicum Domini nostri Jesu Christi ex verbis ipsis quatuor Evangelistarum conflatum et in meditationes distributum. — 1667.
- Riccioli G. B. Immunitas ab errore tam speculativo quam practico definitionum s. Sedis apostolicae in canonizatione sanctorum, in festorum ecclesiasticorum institutione et in decisione dogmatum, quae in verbo Dei scripto, traditove implicite tantum continentur, aut ex alterutro sufficienter deducuntur. — Bologna, 1668.
- Riccioli G. B. De distinctionibus entium in Deo et in creaturis tractatus philosophicus ac theologicus. — 1669.
- Riccioli G. B. Apologia R.P. Io. Bapt. Riccioli Societatis Iesu pro argumento physicomathematico contra systema Copernicanum. — 1669.
- Riccioli G. B. Chronologiae reformatae et ad certas conclusiones redactae… — 1669.